# Ya nunca más
Ya nunca más é um filme musical mexicano de 1984, dirigido por Abel Salazar e protagonizado pelo cantor Luis Miguel.

## Sinopse
Luis Aranda (Luis Miguel) vive uma vida feliz com o seu pai e amigos, apesar da morte de sua mãe. Além da escola, Luis também joga futebol e frequenta aulas de canto. 
Porém, em um certo dia, Luis acaba sofrendo um grave acidente, que acaba mudando sua vida completamente e a partir daí, o filme mostra as dificuldades e superações que Luis terá durante sua nova vida.

## Elenco
- Luis Miguel - Luis Aranda
- Gonzalo Vega - Enrique Aranda
- Rosa Salazar Arenas - Lorena
- Ariadna Welter - Sra. Cecilia
- Sergio Kleiner - Doutor

## Trilha sonora
A trilha sonora do filme foi lançada em 1984, tendo Luis Miguel como o único intérprete.